# Джон Сопінка
Джон (Іван) Сопінка (нар. 19 березня 1933, Бродерік, пров. Саскачеван — 24 листопада 1997, Торонто) — канадський правник українського походження, доктор права з 1958, професор. Адвокат Світового конгресу вільних українців в позові при розслідуванні Голодомору 1932—1933 років в УСРР.